# Marcela Mar
Marcela Mar (Bogotá, 16 de março de 1979) é uma atriz colombiana. 

## Biografia
Começou seus estudos de teatro quando tinha 8 anos, quando seus pais a matricularam no Teatro Nacional de Bogotá. Ela conseguiu conquistar a platéia em romances como Sin límites , Todos querem con Marilyn e Pedro el Escamoso . Além disso, realizou passeios internacionais com a peça Dos Hermanas e participou dos festivais internacionais de Bogotá e Manizales.
No cinema, ela estreou com o filme Satanás, desempenhando o principal papel feminino, enquanto ao mesmo tempo atuava no filme Amor na Hora da Cólera.
Em 2007 protagonizou a novela Pura sangre, junto com Rafael Novoa.

## Carreira

### Televisão
- Demente criminal Venevisión 2014 - Laura Montesinos
- Manual para ser feliz - Luisa Saénz - 2014
- El Talismán Univision 2012 - Doris De Negrete
- Infiltrados Canal Caracol (2012) - Coronel Mónica Umaña
- Mujeres asesinas (2012) - Celeste, la sometida
- Mentes en shock (2011) - Lucía Garfunkel
- Operación Jaque (2010) - Íngrid Betancourt
- El Capo (2009) - Marcela Liévano
- Pura sangre (2007) - Florencia Lagos.
- Reinas (2005) - Wendy.
- Todos quieren con Marilyn (2004) - Brigitte.
- Escribiendo como una loca (2003, protagónico)
- Pedro el Escamoso (2001) - Mayerli Pacheco.
- Marido y mujer (1999) - Daniela Ibáñez.
- Sin límites (1998) - María Mercedes "Mechas".
- Espérame al final (1992)

### Cinema
- Casa por cárcel - Caroline - 2016
- Abducted - Maria - 2015
- Cambio de ruta  (2014) (México)
- La cara oculta (2011) - Verónica.
- Gordo, calvo y bajito (2011) - Nohora
- El amor en los tiempos del cólera (2007) - América Vicuña.
- Satanás (2007) - Paola.
- Una mujer para armar (2005, protagónico)
- Tres hombres tres mujeres (2003) - Consuelo.
- El ángel del acordeón (2008)

### Teatro
- La basura (1996)
- Teatro del Parque (2000).
- Las Bella y las Bestias (2003)
- Dos hermanas (2004)
- Carta de una desconocida (2005)
- La venus de las pieles - Vanda - (2014)

## Prêmios e Indicações

### Prêmios India Catalina
| Ano  | Categoria                 | Telenovela ou Serie       | Resultado |
| ---- | ------------------------- | ------------------------- | --------- |
| 2011 | Melhor Atriz Protagonista | Operación Jaque           | Nomeada   |
| 2010 | Melhor Atriz de Reparto   | El Capo                   | Nomeada   |
| 2008 | Melhor Atriz Principal    | Pura sangre               | Nomeada   |
| 2006 | Melhor Atriz de Reparto   | Todos quieren con Marilyn | Nomeada   |
| 2005 | Melhor Atriz de Reparto   | Todos quieren con Marilyn | Ganhadora |

### Prêmios TvyNovelas
| Ano  | Categoria                 | Telenovela ou Serie       | Resultado |
| ---- | ------------------------- | ------------------------- | --------- |
| 2008 | Melhor Atriz Protagonista | Pura sangre               | Nomeada   |
| 2005 | Melhor Atriz de Reparto   | Todos quieren con Marilyn | Ganhadora |
| 1999 | Melhor Atriz Protagonista | Sin límites               | Ganhadora |
| 1999 | Melhor Atriz Revelação    | Sin límites               | Nomeada   |